# لاجاتيكو
لاجاتيكو (بالإيطالية: Lajatico)‏ هي كومونا في مقاطعة بيزا بمنطقة تسكانة الإيطالية، وتقع على بعد 50 كيلومترًا (31 ميلًا) جنوب غرب فلورنسا، و 40 كيلومترًا (25 ميلًا) جنوب شرق بيزا.